# Forsyningstilsynet
Forsyningstilsynet (tidligere Energitilsynet) er en uafhængig institution, der fungerer som konkurrencemyndighed i forhold til den danske energisektor. Forsyningstilsynet hører under Energi-, Forsynings- og Klimaministeriet. Forsyningstilsynet (dengang Energitilsynet) blev dannet i 2000, hvor det erstattede Elprisudvalget og Gas- & Varmeprisudvalget.
Forsyningstilsynets generelle rammer er fastlagt i "Lov om Forsyningstilsynet". Forsyningstilsynet har til formål at sikre forbrugernes interesser i forsyningssektorerne ved at arbejde for høj effektivitet, lavest mulige forbrugerpriser på kort og lang sigt, en sikker og stabil forsyning samt en omkostningeffektiv teknologiudvikling og en omkostningseffektiv grøn omstilling. Forsyningstilsynet er tillagt en række beføjelser til at indhente nødvendige oplysninger fra de selskaber, de fører tilsyn med, for at analysere og efterse, at reguleringen understøtter disse formål. Derudover fører Forsyningstilsynet konkret tilsyn med, at bestemmelserne i en række love efterleves, herunder særligt "Lov om Varmeforsyning", "Lov om elforsyning", "Lov om naturgasforsyning" og "Lov om Energinet". Herunder sikrer Forsyningstilsynet, at monopolselskaber i el-, gas- og varmesektoren ikke opkræver unødigt høje priser fra forbrugerne.
Forsyningstilsynet ledes af en direktør, der udpeges af energi-, forsyning- og klimaministeren for en fast periode på fem år med mulighed for forlængelse én gang. Direktøren har kompetence til at træffe afgørelse i alle sager, der efter loven forelægges Forsyningstilsynet. Nuværende direktør i Forsyningstilsynet, Carsten Smidt (tidligere vicedirektør i Konkurrence- og Forbrugerstyrelsen) blev udpeget af ministeren til at varetage opgaven som direktør i Forsyningstilsynet fra og med 1. juli 2018. Foruden direktøren beskæftiger Forsyningstilsynet i dag ca. 100 medarbejdere. 
Forsyningstilsynet er beliggende i Frederiksværk, hvortil den blev flyttet som en del af Regeringen Lars Løkke Rasmussen IIIs (VLAK-regeringen) plan for udflytning af statslige arbejdspladser. 